# Leandro Panizzon
 (juin 2023).
La mise en forme du texte ne suit pas les recommandations de Wikipédia : il faut le « wikifier ».
Les points d'amélioration suivants sont les cas les plus fréquents :
- Les titres sont pré-formatés par le logiciel. Ils ne sont ni en capitales, ni en gras.
- Le texte ne doit pas être écrit en capitales (les noms de famille non plus), ni en gras, ni en italique, ni en « petit »…
- Le gras n'est utilisé que pour surligner le titre de l'article dans l'introduction, une seule fois.
- L'italique est rarement utilisé : mots en langue étrangère, titres d'œuvres, noms de bateaux, etc.
- Les citations ne sont pas en italique mais en corps de texte normal. Elles sont entourées par des guillemets français : « et ».
- Les listes à puces sont à éviter, des paragraphes rédigés étant largement préférés. Les tableaux sont à réserver à la présentation de données structurées (résultats, etc.).
- Les appels de note de bas de page (petits chiffres en exposant, introduits par l'outil «  Source ») sont à placer entre la fin de phrase et le point final[comme ça].
- Les liens internes (vers d'autres articles de Wikipédia) sont à choisir avec parcimonie. Créez des liens vers des articles approfondissant le sujet. Les termes génériques sans rapport avec le sujet sont à éviter, ainsi que les répétitions de liens vers un même terme.
- Les liens externes sont à placer uniquement dans une section « Liens externes », à la fin de l'article. Ces liens sont à choisir avec parcimonie suivant les règles définies. Si un lien sert de source à l'article, son insertion dans le texte est à faire par les notes de bas de page.
- La présentation des références doit suivre les conventions bibliographiques. Il est recommandé d'utiliser les modèles {{Ouvrage}}, {{Chapitre}}, {{Article}}, {{Lien web}} et/ou {{Bibliographie}}. Le mode d'édition visuel peut mettre en forme automatiquement les références.
- Insérer une infobox (cadre d'informations à droite) n'est pas obligatoire pour parachever la mise en page.

Pour une aide détaillée, merci de consulter Aide:Wikification.
Si vous pensez que ces points ont été résolus, vous pouvez retirer ce bandeau et améliorer la mise en forme d'un autre article.
Leandro Panizzon (*1907 à Milan, Italie ; † 2003) était un chimiste italien, employé de l'entreprise pharmaceutique suisse Ciba à Bâle. En 1944, il découvreur le méthylphénidate, un psychostimulant aujourd'hui surtout utilisé pour le traitement du TDAH et a donné son nom à la préparation Ritaline contenant du méthylphénidate.

## Découverte du méthylphénidate et attribution du nom Ritalin
Panizzon était un employé de l'entreprise pharmaceutique suisse Ciba et avait 37 ans lorsqu'il a découvert la substance active méthylphénidate en 1944. Il l'a fabriqué par synthèse à partir de phénylacétonitrile et de 2-chloropyridine. Comme il était d'usage à l'époque, Panizzon a testé le nouveau principe actif sur lui-même. Celui-ci n'ayant pas eu d'effet particulier sur lui-même, il décida de le tester sur sa femme, Marguerite Panizzon, qui souffrait d'hypotension. Panizzon a eu l'intuition que le composé nouvellement découvert pourrait avoir des effets positifs sur sa femme. Après avoir joué au tennis, Marguerite a fait état d'une nette amélioration de ses performances, qui semblait être liée à la prise de méthylphénidate. Par la suite, Leandro Panizzon baptisa la nouvelle substance active du nom de "Ritalin", en référence au petit nom de sa femme, « Rita. »
En 1950, Panizzon et Max Hartmann firent breveter aux États-Unis un procédé amélioré de fabrication du méthylphénidate (brevet américain n° 2507631),.

## Procédure de synthèse selon Panizzon
Le méthylphénidate peut être synthétisé de différentes manières. La voie de synthèse découverte par Panizzon en 1944 conduit à un mélange de diastéréoisomères de la substance. Des voies de synthèse plus récentes permettent en revanche la production sélective de dexméthylphénidate ou de threo méthylphénidate.
La voie de synthèse découverte par Panizzon représente la voie classique de production du méthylphénidate. Tout d'abord, le cyanure de benzyle est arylé en milieu basique avec la 2-choropyridine, après quoi le phényl-(2-pyridil)-acétonitrile obtenu est hydrolysé en milieu acide et estérifié avec le méthanol pour donner l'ester méthylique correspondant. La réduction suivante du cycle pyridine avec de l'hydrogène sous catalyse au platine dans l'acide acétique aqueux conduit à un mélange de diastéréoisomères du méthylphénidate. Les isomères threo, favorisés sur le plan énergétique, peuvent être obtenus par épimérisation à partir des isomères érythro du mélange de diastéréoisomères.

## Divers
Panizzon a donné son nom au logiciel Leandroo développé par l'organisation Caudatus Research.